# Pyrestes eximius
Pyrestes eximius är en skalbaggsart som beskrevs av Francis Polkinghorne Pascoe 1857. Pyrestes eximius ingår i släktet Pyrestes och familjen långhorningar. Inga underarter finns listade i Catalogue of Life.